# Exhumed
Az Exhumed egy San Jose-beli death metal zenekar, mely 1990-ben alakult. A zenekart Matt Harvey gitáros/énekes 15 éves korában alapította meg. 1990 és 1998 között számos demot, split CD-t és EP-t jelentettek meg. A Relapse Records ajánlott számukra szerződést, majd 1998-ban felvették debütáló lemezüket. A Gore Metal címet viselő anyag már címében is a zenekar által játszani kívánt zenét definiálja, melyben az old-school death metal keveredik a grindcore-ral.
A lemez megjelenését az Exhumed első amerikai turnéja követte, valamint különböző fesztiválokra is meghívást kaptak.
A második album a Slaughtercult 2000-ben jelent meg, de 2001-ben ismét kiadták bónuszokkal megspékelve. A korongot minden korábbinál nagyobb szabású európai turné követte, valamint részt vettek olyan fesztiválokon is mint az Obscene Extreme vagy a Wacken Open Air.
A 2003-as Anatomy is Destiny lemez is folytatta a megkezdett utat. Mind a brutális deathgrind zenét mind a horrorisztikus borítóképet tekintve. A lemez felvételei után Leon del Muerte basszusgitáros kilépett, helyére Bud Burke érkezett.
2004-ben egy dupla lemezes válogatást adtak ki Platters of Splatter címmel, melyen a zenekar korai felvételei voltak hallhatóak.
Ezt követően USA turnét tettek, majd átruccantak Kanada területére, majd Európa, Japán, Ausztrália következett. Wes Caley személyében új gitáros érkezett az Exhumed soraiba, de a dobos poszton is új tag érkezett Matt Connell személyében.
2005-ben Garbage Daze Re-Regurgitated néven feldolgozáslemezt adtak ki, amit egy DVD követett. A zenekar 2005-ben bejelentette, hogy szünetet tartanak határozatlan ideig.

## Diszkográfia
Demo:
- Dissecting the Caseated Omentum- 1992
- Goregasm (Demo kazetta), 1992
- Untitled (Demo kazetta), 1992
- Untitled Promo kazetta, 1993
- Grotesque Putrefied Brains (Demo kazetta), 1993
- Horrific Expulsion of Gore (Demo kazetta), 1994

7"-es lemezek, splitek, EP-k:
- Excreting Innards (7"), 1992
- Untitled split cassette w/ Haemorrhage, 1995
- In the Name of Gore (split CD w/ Hemdale), 1996
- Blood And Alcohol (split 7" w/ Pale Existence), 1996
- Chords of Chaos (4-way split w/ Ear Bleeding Disorder, Necrose, and Excreted Alive), 1997
- Instruments of Hell (split 7" w/ No Comply), 1997
- Indignities to the Dead (split 7" w/ Pantalones Abajo Mereneros), 1997
- Totally Fucking Dead (split 7" w/ Nyctophobic), 1998
- Tales of the Exhumed (split 7" w/ Retaliation), 1998
- Untitled split 7" with Sanity's Dawn, 2000
- Untitled split 7" with Gadget, 2001
- Deceased in the East/Extirpated Live Emanations (élő split 10" w/ Aborted), 2003
- Something Sickened This Way Comes / To Clone and to Enforce (split 7" & 3" CD w/ Ingrowing), 2006

Teljes hosszuságú albumok
- Gore Metal, 1998
- Slaughtercult, 2000
- Slaughtercult (speciális kiadás bónuszokkal) 2001
- Anatomy Is Destiny, 2003
- Platters of Splatter (dupla válogatás), 2004
- Garbage Daze Re-Regurgitated (feldolgozásalbum), 2005
- Death Revenge (2017)
- Horror (2019)